# El Morro (Casanare)
El Morro es un centro poblado colombiano ubicado en el departamento de Casanare. Constituye un corregimiento del mismo nombre perteneciente a la jurisdicción del municipio de Yopal, la capital departamental.
Este poblado se ubica hacia el noroeste del municipio de Yopal, en las estribaciones de la vertiente oriental de la cordillera de los Andes, sobre la cuenca alta del río Cravo Sur. En su territorio presenta paisaje de montaña y piedemonte (Piedemonte Llanero).

## Toponimia
Llamado así por un pequeño cerro que se encuentra allí.

## Historia
El Morro tiene importancia histórica para el municipio de Yopal y el departamento de Casanare, pues durante algún tiempo fue la cabecera municipal, entre 1934 y 1942, cuando el entonces corregimiento de Yopal logró la cabecera municipal después de un litigio realizado ante la asamblea departamental de Boyacá, departamento al que pertenecía Casanare en ese entonces.
Los orígenes de esta población se remontan al año 1786, en el que padres agustinianos y personas provenientes de Boyacá y Santander llegados a estas tierras, junto con indígenas del cravo sur se establecen a la margen izquierda de este río aguas abajo, conformando el centro poblado llamado inicialmente "Santa Bárbara", y luego llamado "Marroquín".
Alrededor de 1900 algunos habitantes de los municipios de Labranzagrande y Páez en Boyacá llegan a este lugar cercano a Marroquín buscando mejores oportunidades de vida, ya en 1904 El Morro comienza a tener más auge y los pobladores de Marroquín se van trasladando a este nuevo caserío.